# Fosfoglicerato mutasa
La fosfoglicerato mutasa (PGAM) (EC 5.4.2.1) es una enzima isomerasa que cataliza la octava etapa de la glicólisis. Cataliza la transferencia interna de un grupo fosfato desde el carbono C-3 al carbono C-2 que resulta en la conversión de 3-fosfoglicerato a 2-fosfoglicerato a través del compuesto intermedio 2,3-bisfosfoglicerato. La reacción implica a dos grupos fosfato diferentes, es decir el grupo fosfato final del 2-fosfoglicerato no es el mismo que el grupo fosfato inicial del 3-fosfoglicerato.
|                  | Fosfoglicerato mutasa |                  |
| 3-Fosfoglicerato | ⇌                     | 2-Fosfoglicerato |

## Mecanismo de reacción
En el estado inicial de la enzima, el sitio activo contiene un complejo fosfohistidina formado por la fosforilación de un residuo específico de histidina. Cuando el 3-fosfoglicerato entra en el sitio activo, el complejo fosfohistidina se posiciona para facilitar la transferencia del grupo fosfato desde la enzima al carbono 2 del fosfoglicerato formándose así el compuesto intermedio 2,3-bisfosfoglicerato. La defosforilación del residuo de histidina efectúa un cambio alostérico local en la configuración de la enzima que alinea el grupo fosfato del carbono 3 del bisfosfoglicerato con la histidina del sitio activo de la enzima y facilita la transferencia del grupo fosfato. De esta forma se devuelve a la enzima a su estado inicial fosforilado y se libera el producto 2-fosfoglicerato.
3-fosfoglicerato + PGAM-fosfato {\displaystyle \rightleftharpoons } 2,3-bisfosfoglicerato + PGAM {\displaystyle \rightleftharpoons } 2-fosfoglicerato + PGAM-fosfato

## Deficiencia
En los humanos, la deficiencia en fosfoglicerato mutasa se presenta como una miopatía metabólica. La disfunción en la actividad de la fosfoglicerato mutasa es una enfermedad genética autosomal recesiva con síntomas entre ligeros y moderados. No es una enfermedad que ponga en peligro la vida y puede ser controlada mediante cambios en el estilo de vida.

## Familia de la fosfoglicerato mutasa
La fosfoglicerato mutasa (PGAM) y la bisfosfoglicerato mutasa (BPGM) son ezimas relacionadas estructuralmente que catalizan reacciones de transferencia de grupos fosfato entre los tres átomos de carbono del fosfoglicerato. Las dos enzimas catalizan tres reacciones diferentes, aunque en diferentes proporciones:
- La isomerización del 2-fosfoglicerato a 3-fosfoglicerato mediante el compuesto intermedio 2,3-bisfosfoglicerato.

- La síntesis del 2,3-bisfosglicerato desde el 1,3-bisfosfoglicerato.

- La degradación del 2,3-bisfosfoglicerato a 3-fosfoglicerato (actividad fosfatasa de la bisfosfoglicerato fosfatasa EC 3.1.3.13).

Otra enzima de esta familia es la enzima bifuncional 6-fosfofructo-2-kinasa / fructosa-2,6-bisfosfato 2-fosfatasa (EC 2.7.1.105 y EC 3.1.3.46) (PFK2). La PFK2 cataliza la síntesis y la degradación de la fructosa-2,6-bisfosfato. La PFK2 es una enzima importante en la regulación del metabolismo de carbohidratos en el hígado.  Como PGAM y BPGM, la reacción de la fructosa-2,6-bisfosfato 2-fosfatasa utiliza un intermedio fosfohistidina y el dominio fosfatasa de la PFK2 está estructuralmente relacionado con la PGAM y BPGM.